# Метрополітен Нінбо
Метрополітен Нінбо (кит.: 宁波轨道交通) — система ліній метрополітену в місті Нінбо, Чжецзян, КНР. Метрополітен відкрився 30 травня 2014 року, другий метрополітен у провінції Чжецзян після Ханчжоу. У місті 49 підземних та 17 естакадних станції. На станціях використовується система горизонтальний ліфт.

## Історія
У середині 2000-х розпочалося активне планування метро в місті. Проект був затверджений у 2008 році, будівництво розпочалося в червні 2009 року. 

### Хронологія розвитку системи
- 30 травня 2014 — відкриття початкової дільниці «Gaoqiao West»—«Donghuan South Road» Лінії 1, 20 станцій та 20,8 км.
- 26 вересня 2015 — відкриття Лінії 2.
- 19 березня 2016 — розширення Лінії 1 на 9 станцій та 25,3 км, дільниця «Donghuan South Road»—«Xiapu».
- 30 червня 2019 — відкриття Лінії 3.

## Лінії
| №   | Дата відкриття  | Останнє продовження | Кількість станцій | Кінцеві станції                            | Довжина в км | Кількість підземних станцій |
| --- | --------------- | ------------------- | ----------------- | ------------------------------------------ | ------------ | --------------------------- |
| (1) | 30 травня 2014  | 19 березня 2016     | 29                | «Gaoqiao West»—«Xiapu»                     | 46,15        | 16                          |
| (1) | 26 вересня 2015 | —                   | 22                | «Lishe International Airport»—«Qingshuipu» | 28,4         | 18                          |
| (1) | 30 червня 2019  | —                   | 15                | «Datong Bridge»—«Gaotang Bridge»           | 16,7         | 15                          |

## Розвиток
На початок липня 2019 року в місті будуються розширення діючих ліній та дві новіх лінії, ще дві плануються.
- Лінія 4 (зелена) — 25 станцій та 36,1 км заплановано відкрити у 2020 році.
- Лінія 5 (синя) — 22 станції та 27,6 км заплановано відкрити у 2021 році.

## Режим роботи
Працює з 6:00 до 22:00.

## Галерея

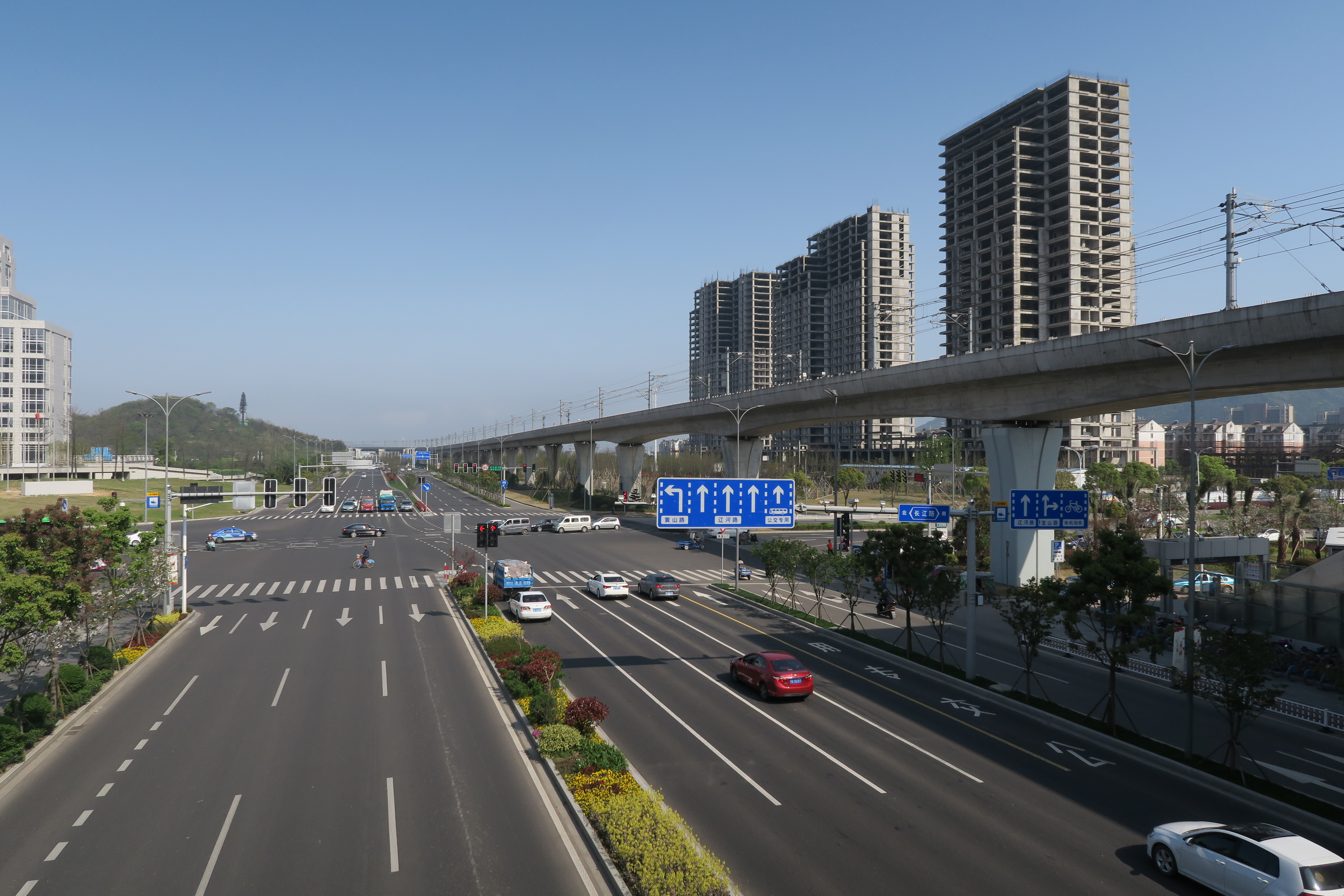
Естакадна ділянка біля станції Changjiang Road
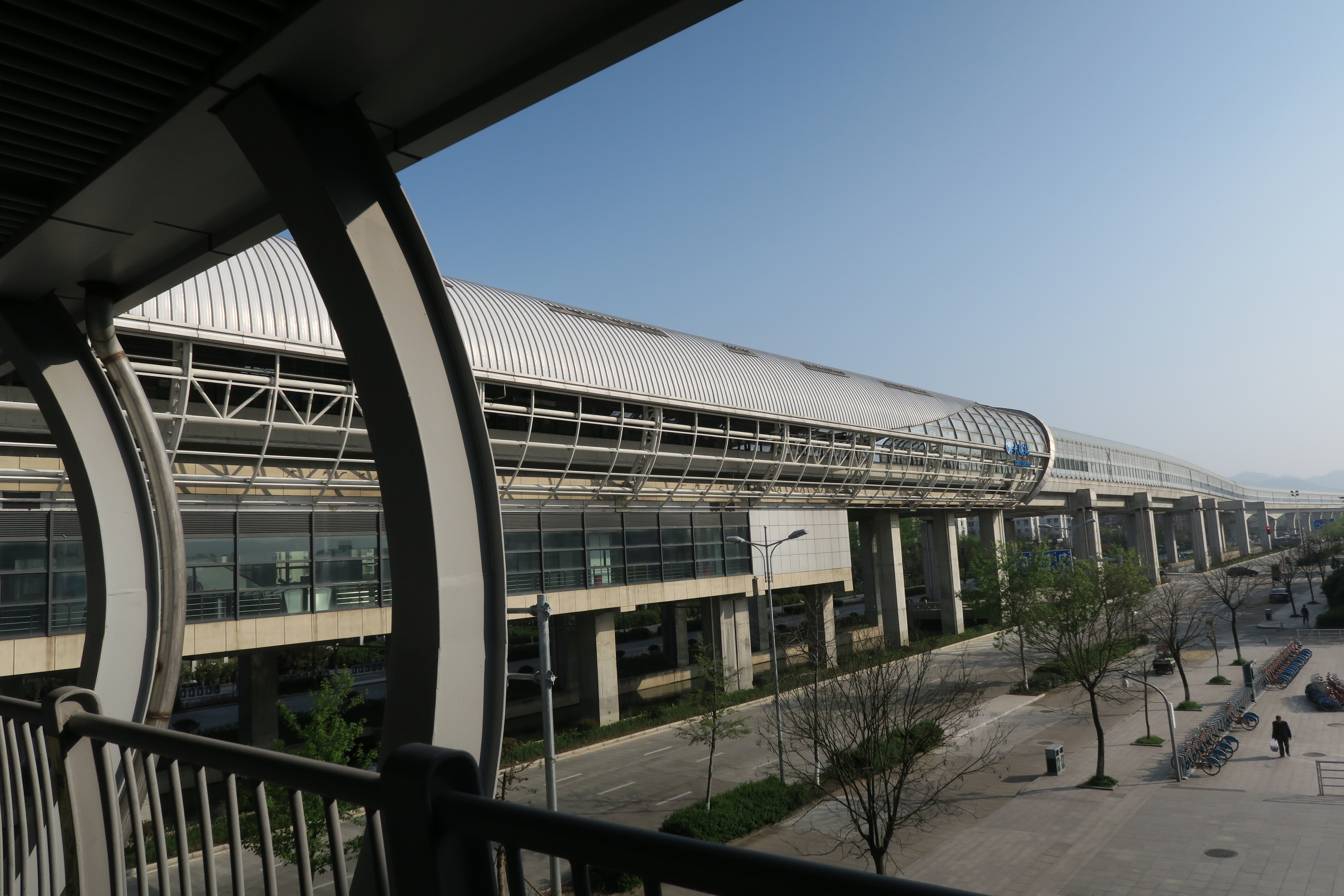
Естакадна станція Daqi
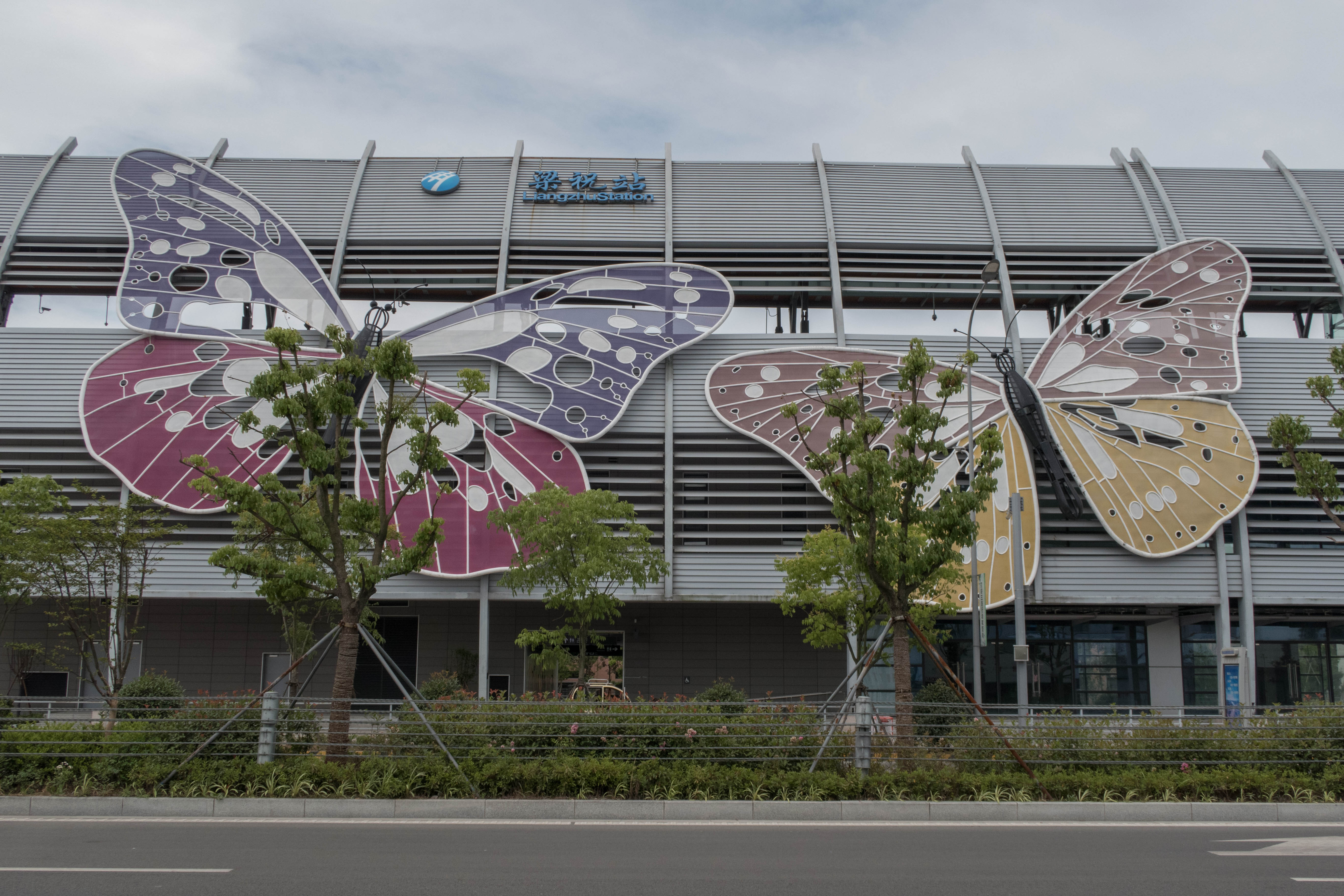
Естакадна станція Liangzhu
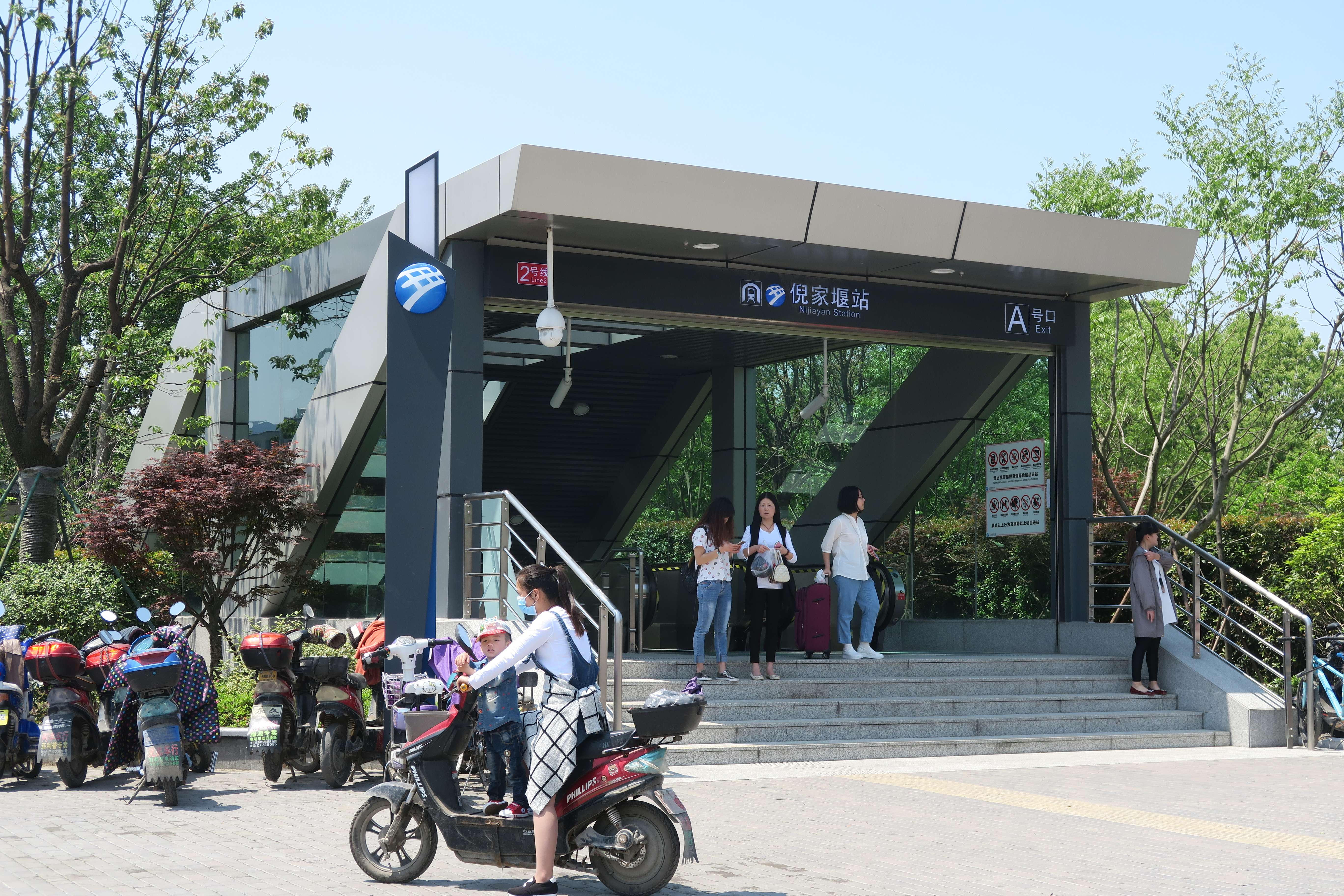
Вихід зі станції Nijiayan
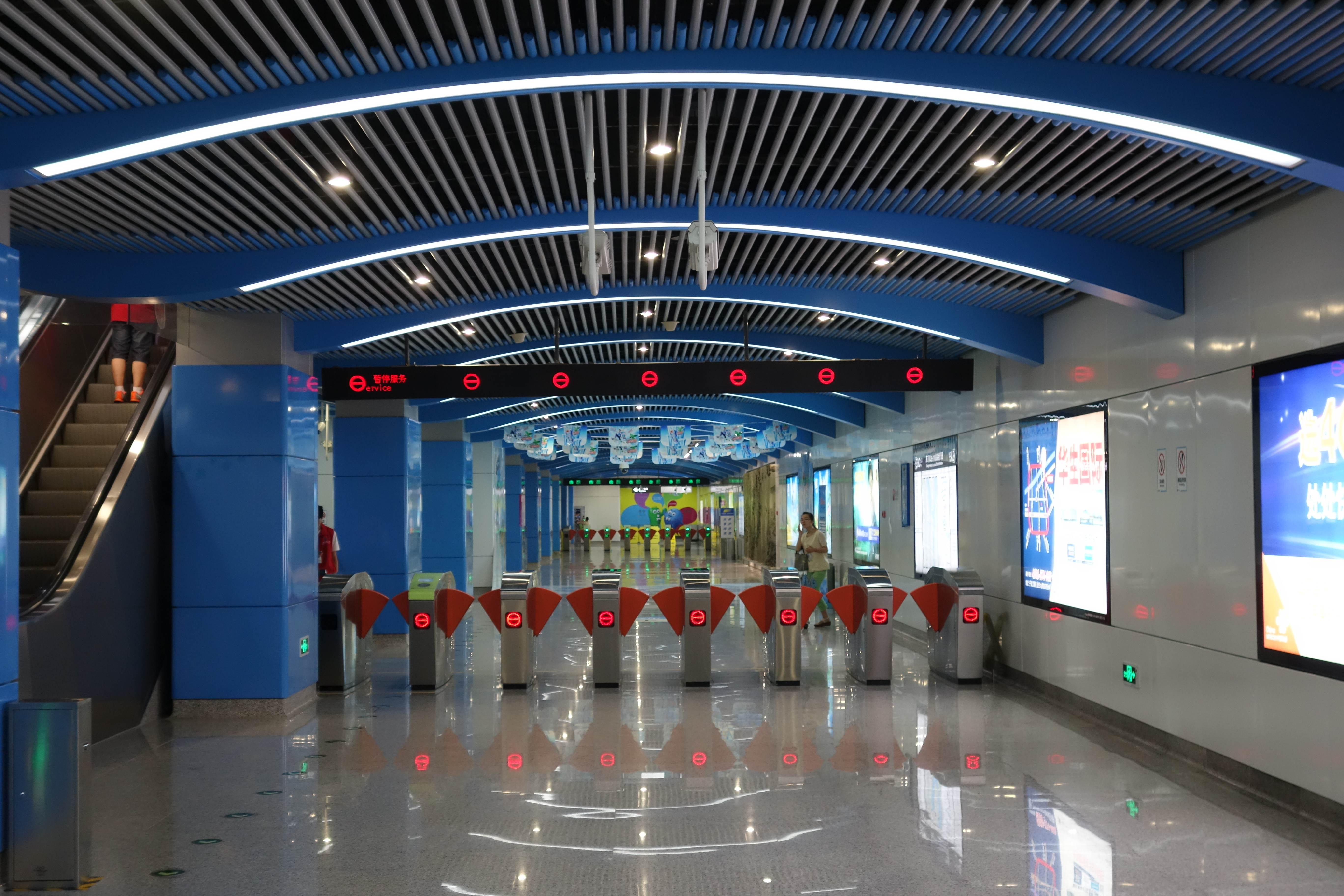
Турнікети на станції Dongmenkou
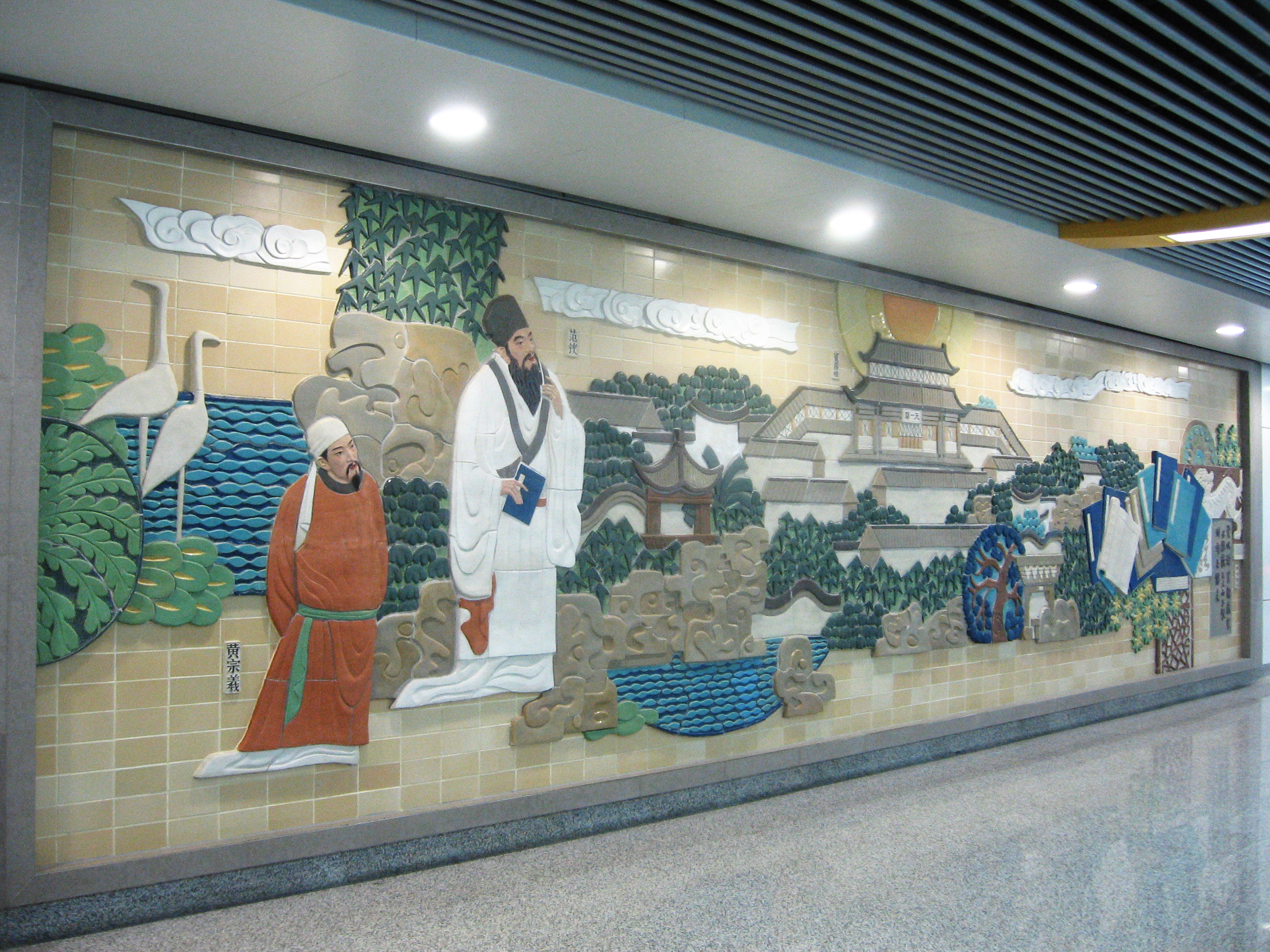
Панно у вестибюлі станції Ximenkou
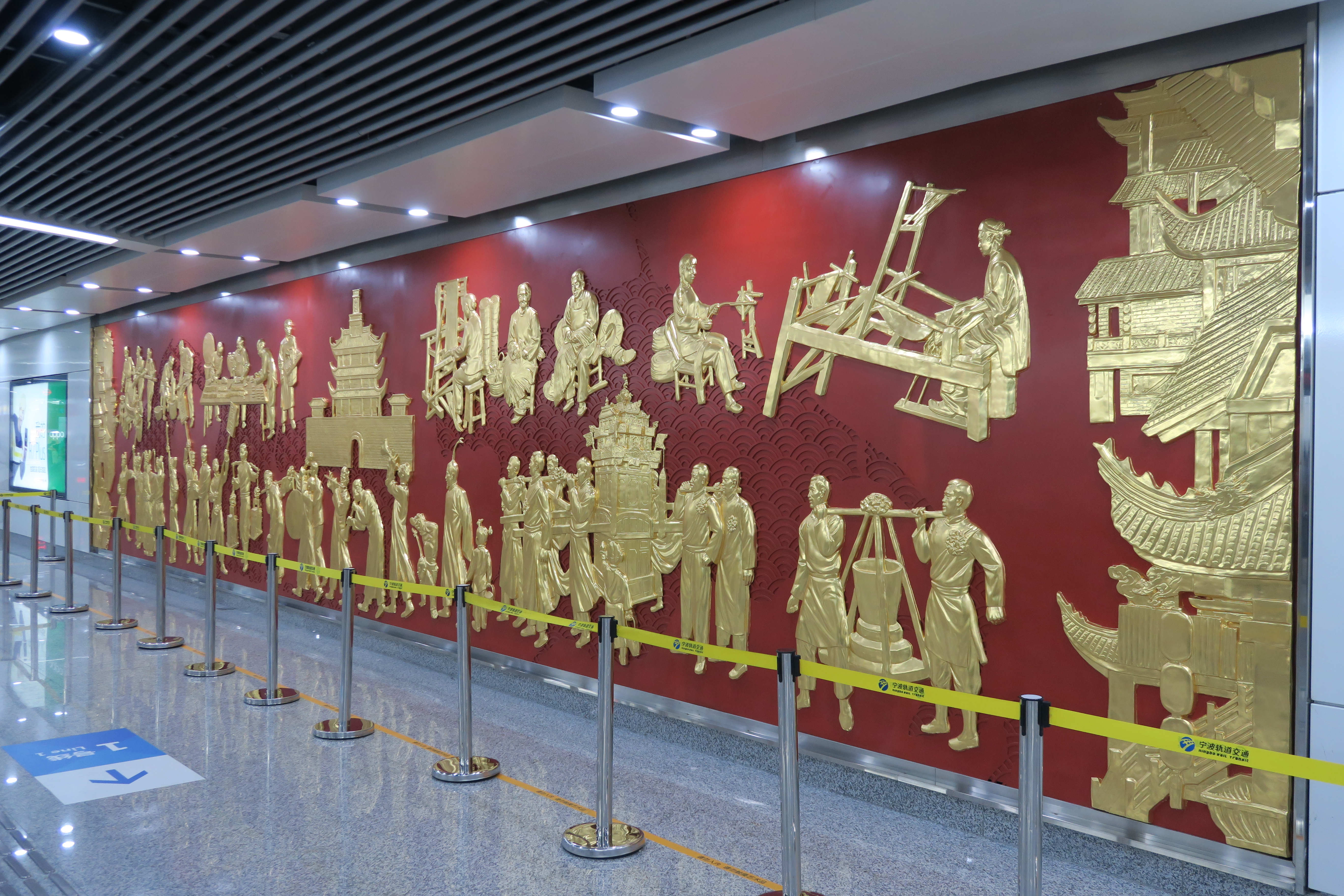
Панно у вестибюлі станції Gulou
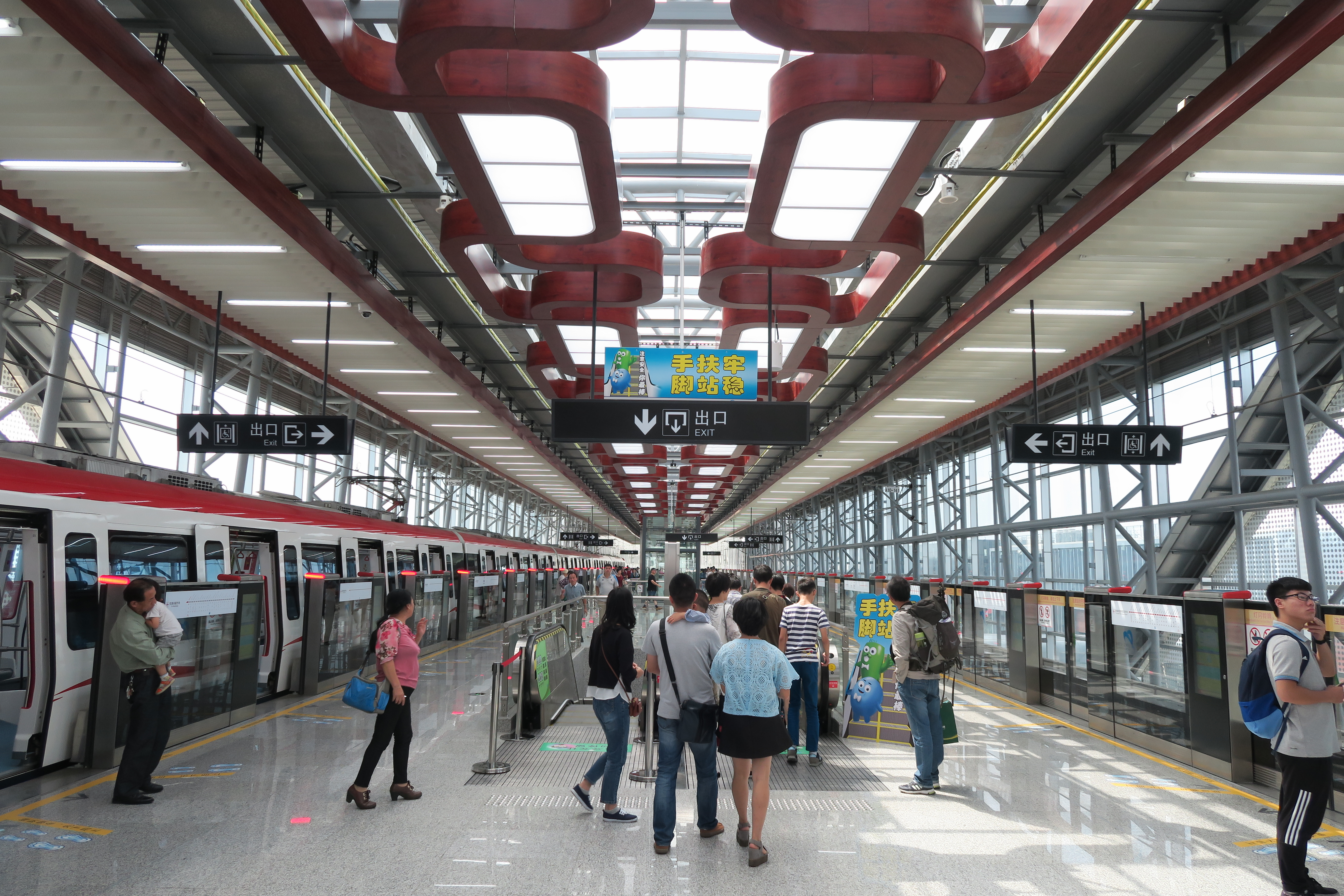
Платформа естакадної станції Qingshuipu
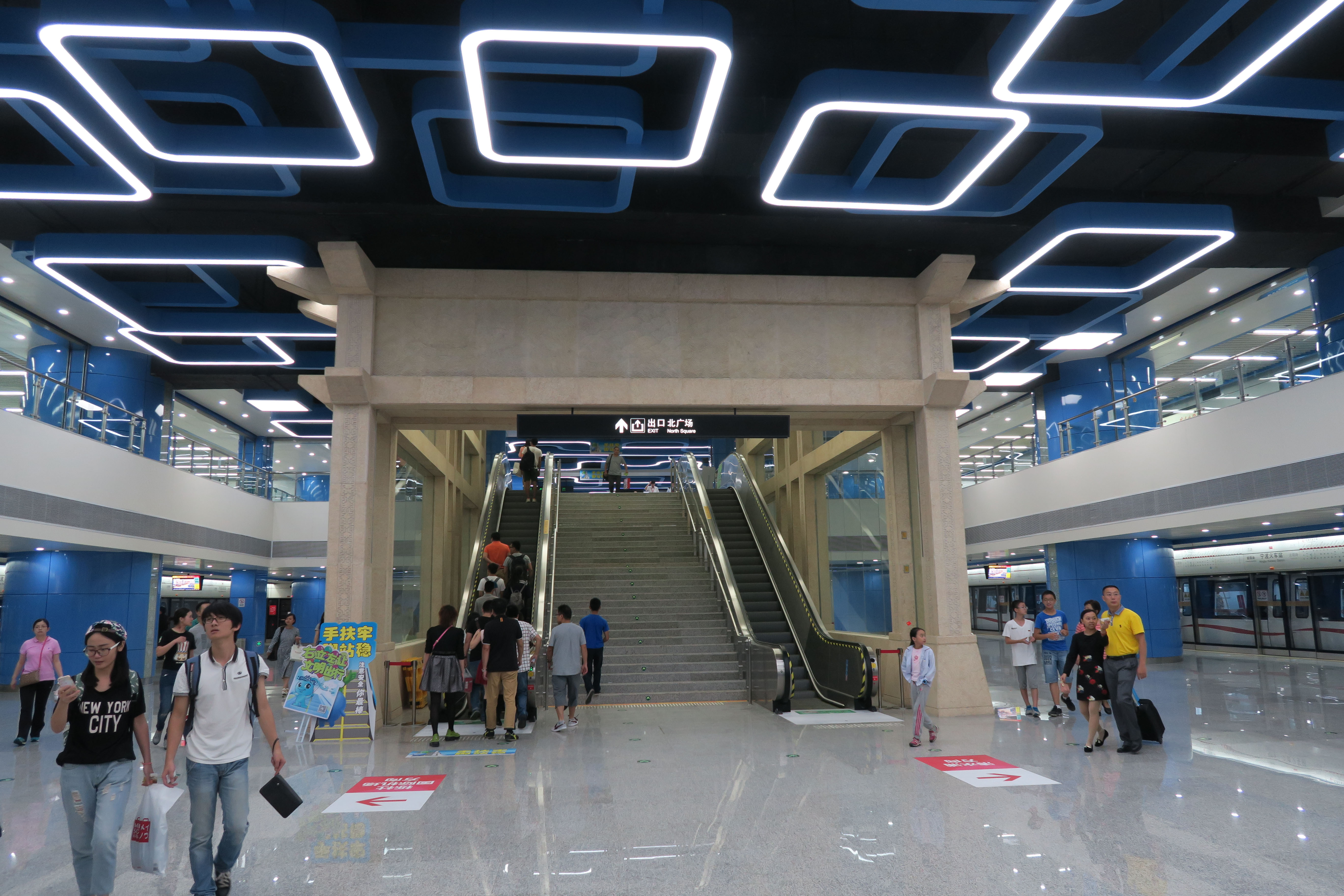
Платформа станції Ningbo Railway
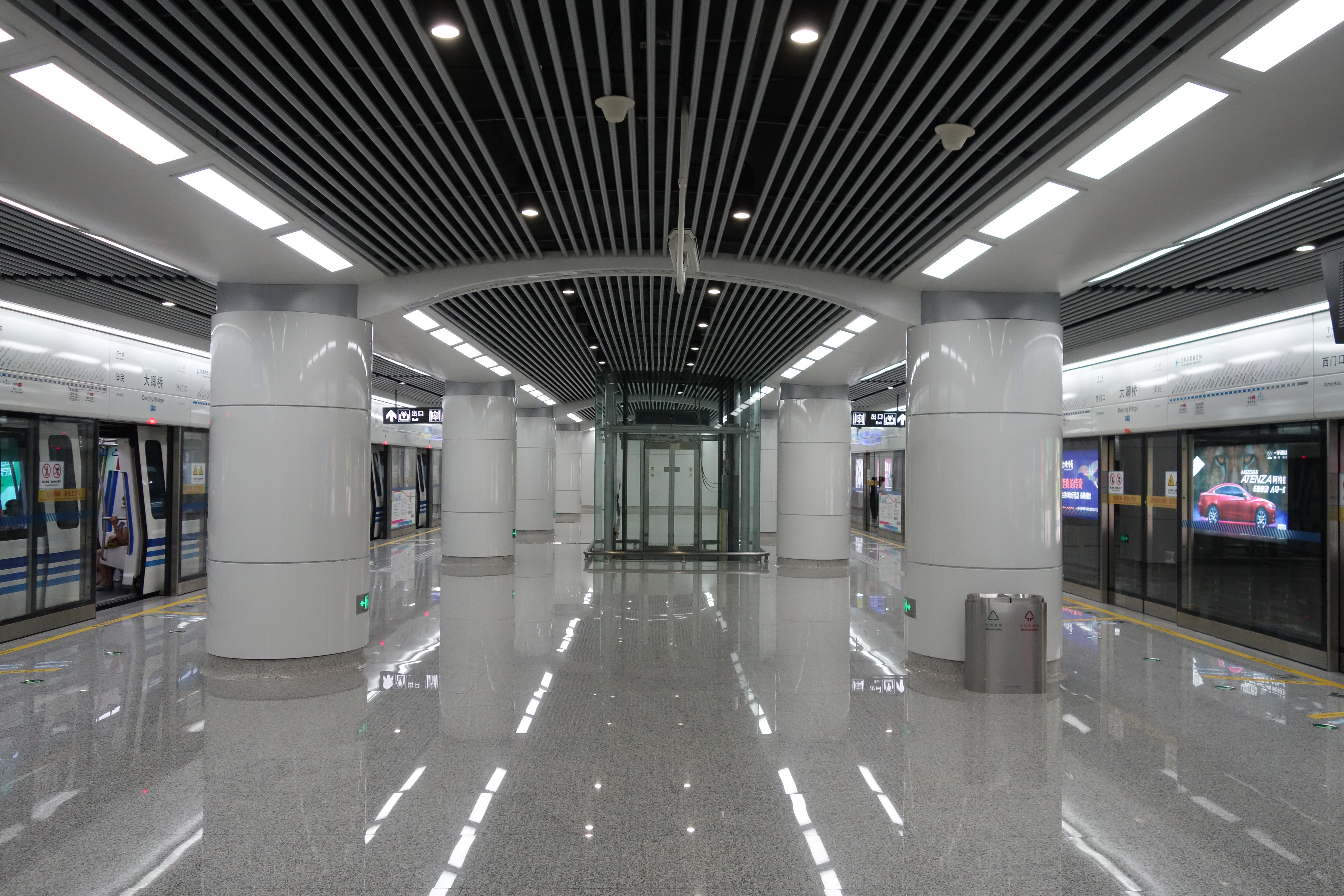
Платформа станції Daqingqiao
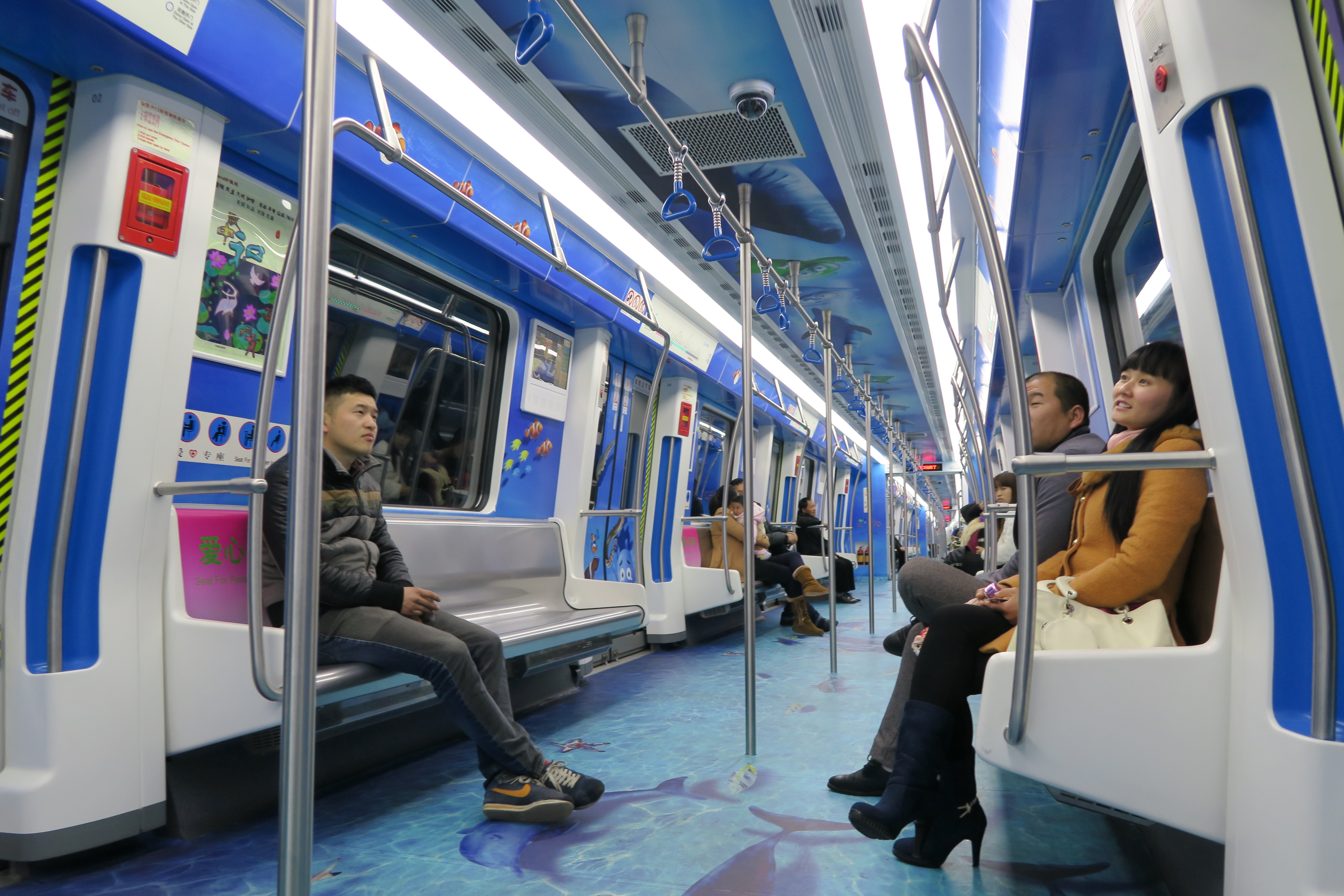
Всередині вагона, Лінія 1
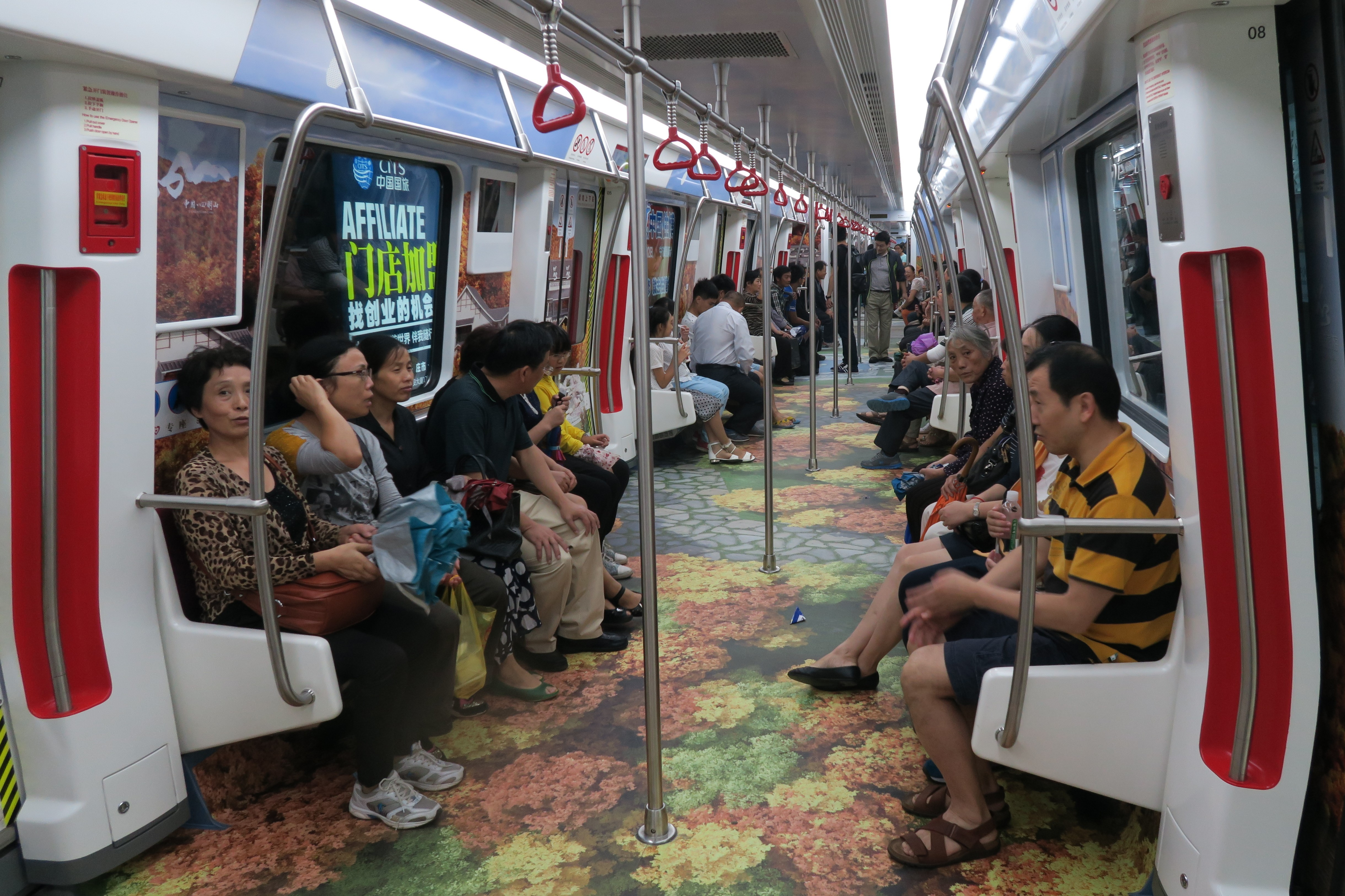
Всередині вагона, Лінія 2